# NHL 2003
NHL 2003 est un jeu de hockey sur glace sorti en 2003 sur Xbox, PS2 et Gamecube. Il est la création des studios d’Electronic Arts et prend en compte toutes les données de la saison 2003 de hockey (joueurs, équipes...). Ce jeu vidéo est jouable à 4 maximum. Jarome Iginla des Flames de Calgary figure sur la couverture du jeu.

## Accueil
- Jeux vidéo Magazine : 16/20 (PS2)[1]
- Jeuxvideo.com : 16/20 (PC)[2] - 16/20 (PS2)[3] - 16/20 (XB)[4] - 16/20 (GC)[5]